# Fallencourt
Fallencourt è un comune francese di 190 abitanti situato nel dipartimento della Senna Marittima nella regione della Normandia.

## Società

### Evoluzione demografica
Abitanti censiti